# Stazione di Vigarano Pieve
Stazione di Vigarano Pieve vasútállomás Olaszországban, Vigarano Mainarda településen.

## Vasútvonalak
Az állomást az alábbi vasútvonalak érintik:
- Suzzara–Ferrara-vasútvonal

## Kapcsolódó állomások
A vasútállomáshoz az alábbi állomások vannak a legközelebb:
- Stazione di Bondeno (Stazione di Suzzara, Suzzara–Ferrara-vasútvonal)
- Stazione di Ferrara (Stazione di Ferrara, Suzzara–Ferrara-vasútvonal)